# Stictoptera fasciimargo
Stictoptera fasciimargo là một loài bướm đêm trong họ Noctuidae.